# رأس الملح
رأس الملح هو أحد الرؤوس على الساحل الشرقي للبلاد التونسية، ويقع بشمال شرقي ولاية نابل، قرب مدينة حمام الأغزاز.